# Estação Santa Julia
A Estação Santa Julia é uma das estações do Metrô de Santiago, situada em Santiago, entre a Estação Vicuña Mackenna e a Estação La Granja. Faz parte da Linha 4A.
Foi inaugurada em 16 de agosto de 2006. Localiza-se no cruzamento da Rodovia Vespucio Sur com a Avenida Santa Julia. Atende a comuna de La Florida.